# Ana Porgrasová
Ana Porgrasová (* 18. prosince 1993 Galați) je bývalá rumunská gymnastka. Začínala jako čtyřletá v rodném městě pod vedením Agripiny a Paula Gâleových, později se stala členkou klubu CS Farul Constanţa.
V roce 2008 se stala juniorskou mistryní Evropy ve cvičení na kladině. Byla nejmladší účastnicí mistrovství světa ve sportovní gymnastice 2009, kde se dělila s Američankou Rebeccou Brossovou o bronzovou medaili na bradlech a ve víceboji skončila sedmá. V roce 2010 přispěla k bronzové medaili rumunského týmu na evropském šampionátu. Na mistrovství světa ve sportovní gymnastice 2010 získala zlatou medaili na kladině a byla čtvrtá v soutěži družstev, pátá ve víceboji i na bradlech. Vyhrála dva závody Světového poháru na kladině: v roce 2009 ve Stuttgartu a v roce 2010 v Gentu. Na MS 2011 skončila bez medaile, avšak získala cenu firmy Longines pro nejelegantnější gymnastku šampionátu.
Zranění lokte ji přinutilo ukončit kariéru v lednu 2012.